# Bud Luckey
William Bud Luckey (Billings, Montana, Estats Units, 28 de juliol de 1934 – Newtown, Connecticut, 24 de febrer de 2018) fou un animador, dibuixant, cantant, músic, dissenyador, compositor, artista i actor de veu estatunidenc. Va treballar per l'estudi Pixar on va treballar en disseny de personatges en diverses pel·lícules entre aquestes Toy Story, Boundin', Toy Story 2, A Bug's Life, Monsters, Inc., Buscant en Nemo, Cars, Ratatouille i Toy Story 3.